# Saint-Pé-de-Bigorre

Saint-Pé-de-Bigorre este o comună în departamentul Hautes-Pyrénées din sudul Franței. În 2009 avea o populație de 1.261 de locuitori.

## Evoluția populației
| An        | 1975  | 1982  | 1990  | 1999  | 2006  | 2009  |
| --------- | ----- | ----- | ----- | ----- | ----- | ----- |
| Populație | 1.569 | 1.425 | 1.296 | 1.257 | 1.253 | 1.261 |